# Barhi
Barhi è una suddivisione dell'India, classificata come census town, di 9.933 abitanti, situata nel distretto di Hazaribag, nello stato federato del Jharkhand. In base al numero di abitanti la città rientra nella classe V (da 5.000 a 9.999 persone).

## Geografia fisica
La città è situata a 24° 18' 0 N e 85° 25' 0 E e ha un'altitudine di 373 m s.l.m..

## Società

### Evoluzione demografica
Al censimento del 2001 la popolazione di Barhi assommava a 9.933 persone, delle quali 5.264 maschi e 4.669 femmine. I bambini di età inferiore o uguale ai sei anni assommavano a 1.744, dei quali 883 maschi e 861 femmine. Infine, coloro che erano in grado di saper almeno leggere e scrivere erano 5.915, dei quali 3.663 maschi e 2.252 femmine.